# Педурень (Філіпень, Бакеу)
Педурень, Педурені (рум. Pădureni) — село у повіті Бакеу в Румунії. Входить до складу комуни Філіпень.
Село розташоване на відстані 243 км на північ від Бухареста, 25 км на південний схід від Бакеу, 80 км на південь від Ясс, 132 км на північний захід від Галаца.

## Населення
За даними перепису населення 2002 року у селі проживали 56 осіб, усі — румуни. Усі жителі села рідною мовою назвали румунську.